# Томсон, Джеймс (футболист, 1851)
Джеймс Джон Томсон (англ. James John Thomson; 25 декабря 1851, Аннан, Шотландия — 21 июля 1915, Лондон, Англия) — шотландский футболист, правый хавбек (аналог современного полузащитника), выступавший за «Куинз Парк» и национальную сборную Шотландии. Участник первого официального международного футбольного матча.

## Биография
Джеймс пришёл в «Куинз Парк» в 1871 году. Он начинал как вратарь, однако в конце своего первого сезона был переведён на позицию правого хавбека и открыл счёт голам в заключительном матче против «Ист Килбрайда», состоявшемся 14 апреля 1872 года. В декабре 1873 года Джеймс был избран капитаном команды вместо эмигрировавшего в США Уильяма Кера. Он принимал участие во всех встречах первого розыгрыша Кубка Шотландии, который в итоге выиграл его клуб. В своей последней игре за «Куинз Парк» (24 октября 1874 года против «Уэстерна» в рамках Кубка Шотландии) Джеймс отметился забитым мячом.
На клубном уровне Джеймс выступал только за «Куинз Парк». Это был стойкий, сильный игрок, способный выиграть любое единоборство и не стеснявшийся идти в грубый отбор. Он мог нейтрализовать практически любую угрозу своим воротам, поскольку всегда находился в нужное время в нужном месте.
30 ноября 1872 года Джеймс дебютировал за национальную сборную Шотландии в первом официальном футбольном матче со сборной Англии. Он был одной из наиболее заметных фигур в этой встрече, закончившейся нулевой ничьей. Также Джеймс принимал участие в двух следующих матчах своей национальной команды (снова против англичан), которые состоялись в 1873 и 1874 годах.
Осенью 1874 года Джеймс переехал в Лондон и более в футбол не играл. Он умер 21 июля 1915 года.

## Статистика выступлений за сборную Шотландии
| Матчи и голы Томсона за сборную Шотландии | Матчи и голы Томсона за сборную Шотландии | Матчи и голы Томсона за сборную Шотландии | Матчи и голы Томсона за сборную Шотландии | Матчи и голы Томсона за сборную Шотландии | Матчи и голы Томсона за сборную Шотландии |
| №                                         | Дата                                      | Оппонент                                  | Счёт                                      | Голы Томсона                              | Соревнование                              |
| ----------------------------------------- | ----------------------------------------- | ----------------------------------------- | ----------------------------------------- | ----------------------------------------- | ----------------------------------------- |
| 1                                         | 30 ноября 1872                            | Англия                                    | 0:0                                       | -                                         | Товарищеский матч                         |
| 2                                         | 8 марта 1873                              | Англия                                    | 2:4                                       | -                                         | Товарищеский матч                         |
| 3                                         | 7 марта 1874                              | Англия                                    | 2:1                                       | -                                         | Товарищеский матч                         |

Итого: 3 матча / 0 голов; 1 победа, 1 ничья, 1 поражение.

## Достижения

### Командные
«Куинз Парк»
- Обладатель Кубка Шотландии: 1874